# Craig Campbell
Craig Campbell (Città del Capo, 18 luglio 1963) è un ex tennista sudafricano.

## Carriera
In carriera ha raggiunto una finale di doppio allo Swedish Open nel 1986, in coppia con lo statunitense Joey Rive. Nei tornei del Grande Slam ha ottenuto il suo miglior risultato raggiungendo i quarti di finale di doppio misto all'Open di Francia nel 1990, in coppia con la francese Mary Pierce.

## Statistiche

### Doppio

#### Finali perse (1)
| Numero | Anno           | Torneo               | Superficie  | Compagno  | Avversari in finale         | Punteggio |
| 1.     | 27 luglio 1986 | Swedish Open, Båstad | Terra rossa | Joey Rive | Sergio Casal Emilio Sánchez | 4-6, 2-6  |